# Consejo de Aseguramiento de la Calidad de la Educación Superior
El Consejo Nacional de Evaluación y Acreditación de la Educación Superior del Ecuador, CACES lleva a cabo un proceso de  acreditación hace dos años. Empieza con una autoevaluación de la institución y luego este organismo evalúa los indicadores de la autoevaluación. El modelo que utiliza el este organismo ha aprobado el perfil de autoevaluación de la Universidad Tecnológica San Antonio de Machala (UTSAM).
Lo que hasta ahora aprobado por el CACES mantiene relación con la estructura interna de la UTSAM, esto es: administración y gestión, docencia y superación profesional, investigación científica y tecnológica, y vinculación con la colectividad.
La ejecución de dicha [[evaluación, se cumple al interior de la universidad a través de la aplicación de instrumentos de evaluación que dan prioridad a la función docencia e investigación, con la finalidad de elevar el nivel académico e investigativo de los profesionales que egresan de la universidad.
Todas las universidades se encuentra en su fase de revisión y aprobación, previo a su ejecución, se están elaborado en correlación con la estructura del proyecto de evaluación para la acreditación del CACES, en el cual también se da prioridad a lo académico e investigativo, así como a la gestión administrativa y vinculación con la colectividad a nivel nacional e internacional.
El CACES espera, a través de este medio, contribuir al desarrollo de la cultura de la evaluación y la calidad en la educación superior ecuatoriana. Las funciones del CACES han sido cuestionadas por el Consejo de Educación Superior del Ecuador y a su vez por la asociación de universidades privadas del Ecuador por según las universidades el CACES favorece en sus informes a la educación estatal y su método es adecuado para evaluar carreras de ciencias exactas (politécnicas) pero no carreras de humanidades, negocios y demás.